# Ranchito de los Gaxiola
Ranchito de los Gaxiola är en ort i Mexiko.   Den ligger i kommunen Mocorito och delstaten Sinaloa, i den västra delen av landet, 1 100 km nordväst om huvudstaden Mexico City. Ranchito de los Gaxiola ligger 81 meter över havet och antalet invånare är 117.
Terrängen runt Ranchito de los Gaxiola är platt norrut, men söderut är den kuperad. Runt Ranchito de los Gaxiola är det ganska glesbefolkat, med 23 invånare per kvadratkilometer. Närmaste större samhälle är Guamúchil, 14,2 km väster om Ranchito de los Gaxiola. I omgivningarna runt Ranchito de los Gaxiola växer huvudsakligen savannskog.